# Улица Кирова (Гомель)
У́лица Ки́рова — одна из главных улиц Гомеля. Расположена в центральной части города. Протяжённость около 3600 метров.
Начинается у площади Труда, заканчивается у перекрёстка Советская — Малайчука.

## История улицы
По мнению некоторых историков (А. Ф. Рогалева в частности) улица сформировалась вдоль старой дороги ведущей на север, которая начиналась (или проходила) за городскими укреплениями у Могилевской брамы (времена Гомельского замка)..
Застройка улицы началась в XVIII веке.
В начале XX века улица была застроена 1—2-х этажными кирпичными и деревянными домами. В самом начале улицы в то время была возведена еврейская синагога.
В 1934 году переименована в честь погибшего партийного деятеля СССР С. М. Кирова.
Во время Второй мировой войны улица была сильно разрушена. На настоящий момент застройка улицы самая разнообразная, местами частная 1—2 этажная.

### Прежние названия улицы
- Могилёвская;
- Кооперативная (1923—1934 годы).

## На улице расположены
- Белорусский государственный университет транспорта
- ПТУ № 30 Речного флота
- Медицинское училище
- 2-й корпус Гомельского государственного университета имени Франциска Скорины

## Пересекает улицы
- Советскую
- Проспект Победы
- Жарковского
- Малайчука
- и др.